# Bad Münstereifel

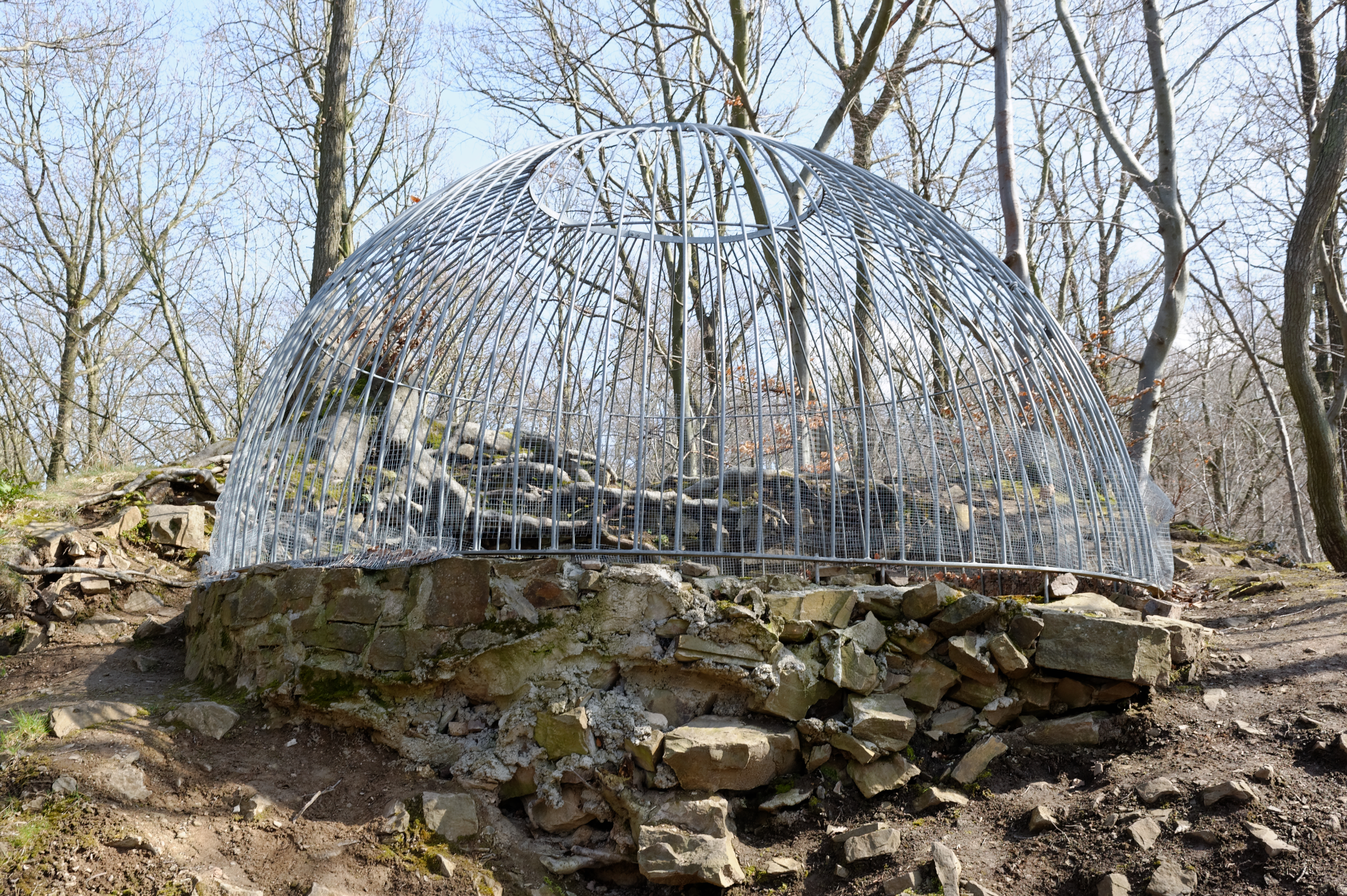

Bad Münstereifel é uma cidade da Alemanha, localizada no distrito de  Euskirchen, Renânia do Norte-Vestfália. É uma conhecida estância termal.
Foi nesta cidade, da então República Federal Alemã, que o Partido Socialista português foi fundado, a 19 de Abril de 1973 por vários políticos oposicionistas ao Estado Novo.